# Emilia Zuza
Emilia Zuza Brun (Irurozqui, 1910-Pamplona, 1988) fue una maestra española. Trabajó en Santurce y un colegio público de esa localidad marinera lleva su nombre.

## Biografía
Emilia Zuza nació en Irurozki, Navarra, en 1910 y murió en Pamplona, en 1988. Su madre fue Concepción Brun Garralda y su padre Félix Zuza Eslava. Su hermano Zacarías Zuza Brun era sacerdote y poeta. Trabajó como maestra en Santurce. 

## Trayectoria
En 1934, durante la segunda República, llegó a Santurce;  estuvo en el barrio de Cabieces de maestra durante 36 años, hasta 1971, en una escuela de las chicas (ya que hasta entonces estaban segregadas chicas y chicos).
Tras su paso por diferentes barrios de Cabieces (Barral, Villar, Cotillo, Cueto, Pajares, Mello, etc.) dejó huella en sus alumnas, en general provenientes de familias humildes. En una época en la que el derecho a la educación universal no era prioridad de las capas gobernantes, inoculó entre sus alumnas el ánimo de estudiar, acceder al bachillerato y prepararse para enfrentarse a la vida con un buen bagaje de capacidades, valores y seguridad en sí mismas.
El mejor homenaje de sus exalumnas fue poner a la escuela su nombre: Colegio Público Emilia Zuza.